# 苅田港駅
苅田港駅（かんだこうえき）は、かつて福岡県京都郡苅田町殿川1丁目1番にあった日本貨物鉄道日豊本線貨物支線（通称・苅田港線）の駅である。

## 概要
2005年1月末の貨物列車運行休止までは、コンテナホームが1面と荷役線が1本、側線があった。また駅の北側に向かって日立金属九州工場への専用線が伸び、この専用線にもコンテナ車が入線していた。
1980年代までは、ホーム北側に南北2.5 kmほどのヤード、20本ほどの営業仕分け線を持つ小規模な操車場があり、ここから九州電力苅田発電所や麻生セメント苅田工場、UBE苅田セメント工場、太平洋セメント（旧・日本セメント）苅田サービスステーション（既に閉鎖）など5社の専用線や、苅田港の石炭埠頭へ向かう桟橋線2本（内1本が国鉄、もう1本は福岡県営）や公共臨港線4本（すべて福岡県営）が分岐していた。

## 歴史
- 1944年（昭和19年）9月1日：苅田港駅（かりたこうえき）として開業[1]。
- 1945年（昭和20年）5月10日：苅田港駅廃止、苅田港事務所（かりたこうじむしょ）開業[3]。
- 1949年（昭和24年）6月1日：苅田港事務所廃止、苅田港駅（かりたこうえき）開業[4]。苅田港線の起点を行橋駅から小波瀬駅に変更[5]。
- 1959年（昭和34年）10月1日：「かんだこうえき」に呼称変更[5]。
- 1964年（昭和39年）7月14日：中てこ扱い所新設。
- 1987年（昭和62年）4月1日：国鉄分割民営化によりJR貨物の駅となる[5]。
- 1989年（平成元年）7月9日：勾金駅発・当駅行きの日本セメント向けセメント輸送がこの日限りで終了[6][7]。
  - この年の10月1日に勾金駅が属する田川線がJR九州から平成筑豊鉄道へ転換されたことに伴い、セメント輸送をトラック輸送へ切り替えたことによる。これにより当駅では一時貨物取扱がなくなった。
- 1990年（平成2年）10月1日：浜小倉駅の貨物業務を一部移管、コンテナの取扱を開始[5]。
  - コンテナ基地のある浜小倉駅の輸送量が急増したことに伴い、保管基地として活用するために貨物取扱を再開。この日復活開業式が行われ、以後浜小倉-当駅間1日1往復の貨物列車が設定された。
  - またこの再開には、自動車部品を主体に苅田町内の臨海工業地区と大分県北部の貨物取扱も見込まれていた。
  - しかし、2002年（平成14年）3月23日に北九州貨物ターミナル駅が開業、これにより順次浜小倉駅と当駅の機能が北九州貨物ターミナル駅に集約された。
- 2005年（平成17年）1月末：貨物列車の運行がなくなる。翌2月1日より事実上の営業休止。
- 2012年（平成24年）3月31日：構内でのコンテナ取扱中止。
- 2016年（平成28年）10月1日：苅田港線の廃線により[2]廃駅となり、線路も全て撤去された。

## その他

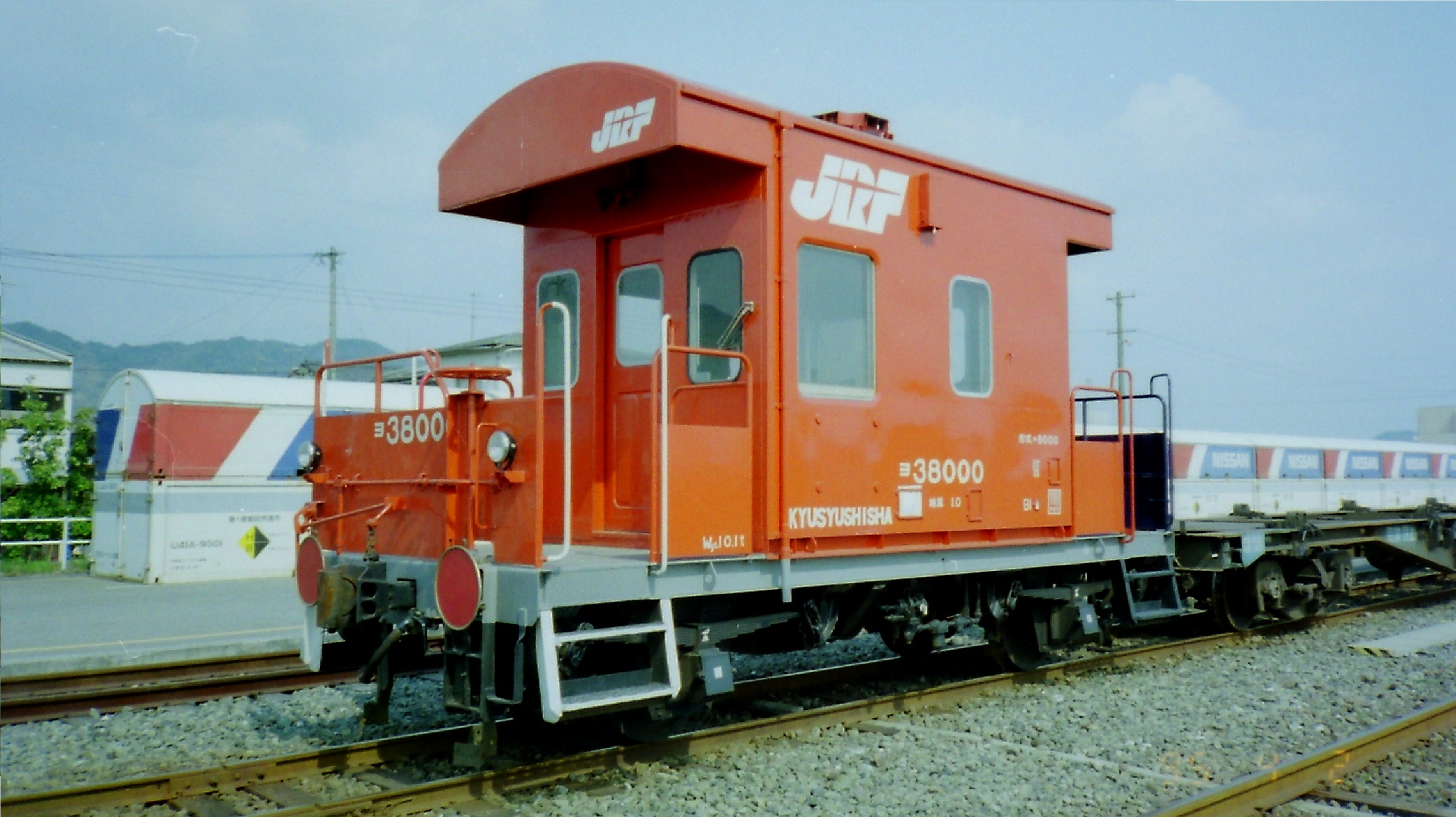
ヨ38000（前照灯を備えた車掌車(ヨ8000形貨車からの改造車)）

- 苅田港線（小波瀬西工大前 - 苅田港間）は日本では珍しい存在である連査閉塞装置を使用していた。また、小波瀬西工大前駅で機回しができないため、小倉駅方面行きの列車は前照灯を備えた車掌車（国鉄ヨ8000形貨車ヨ38000）を連結、車掌車を先頭にして当駅を発車していた。
- 苅田港線は列車の運行がなくなっているが、運行終了後も九州運輸局に事業休止届けが出されず、踏切の一時停止義務が残っていた。踏切は生活道路のみならず、国道10号上にも存在することから渋滞の発生や追突事故の懸念（地元住民は列車がないことを知っているため一時停止をしないことがある）があり、沿線住民や地元企業等から苅田町を通じ、休止届出の要望が強く出されていた[8]。そのためJR貨物は2008年11月ようやく事業休止届けを提出、2009年3月5日から21日にかけて踏切の撤去工事を行った。
- 列車の運行がなくなった後も、苅田港駅構内の一部信号機が赤信号のまま点灯していたが、2011年5月中旬に消灯した。

## 隣の駅
日本貨物鉄道（JR貨物）
日豊本線（苅田港線）
小波瀬西工大前駅 - 苅田港駅